# Maisons sans escalier
Les Chalets de Bizillon, ou Maisons sans escalier, sont deux immeubles de logement identiques, construits par l'architecte Auguste Bossu aux numéros 54 et 56 du boulevard Daguerre, à Saint-Étienne, l'un en 1933 et l'autre en 1939–1940.

## Description
Leur nom provient du cabaret dit « chalet de Bizillon » qui occupait le site antérieurement.
Ils sont composés de 36 logements chacun, répartis sur six étages. Ces appartements sont organisés autour d'un volume central éclairé par une coupole en béton armé percée de briques de verre. Cet espace ne comporte ni ascenseur, ni escalier mais une rampe hélicoïdale à faible pente, d'où le nom de Maisons sans escalier. L'entrée des immeubles s'ouvre sur des jets d'eau entourés de compositions minérales.
La façade est composée d'un enchaînement de deux formes géométriques : un cercle et un hexagone. Elle présente ainsi un plan circulaire, rythmé par six arêtes saillantes.

« La maison sans escalier ! La maison de demain. Pourquoi ?
L'escalier est un moyen barbare de monter les étages. Les marches imposent à tous le même pas : aux enfants comme aux vieillards, aux malades comme aux bien portants.
Avec notre montée par galerie en plan incliné, chacun fait le pas qui lui convient, long ou court, rapide ou lent, comme on le fait sur le trottoir.
Notre galerie est d'une pente douce, elle se déroule autour d'une belle cour intérieure en jardin. »

— citation d'Auguste Bossu, dans des documents publicitaires de l'époque
Les façades et les terrasses du premier immeuble, ainsi que son espace intérieur avec la cour, la rampe d'accès hélicoïdale, les façades et les verrières, ont été inscrits aux monuments historiques par un arrêté du 21 février 1989. Il a aussi été labellisé « Patrimoine du XXe siècle ».

## Coordonnées
- 54, boulevard Daguerre : 45° 25′ 22,1″ N, 4° 23′ 26,4″ E
- 56, boulevard Daguerre : 45° 25′ 21,3″ N, 4° 23′ 28,6″ E

## Galerie

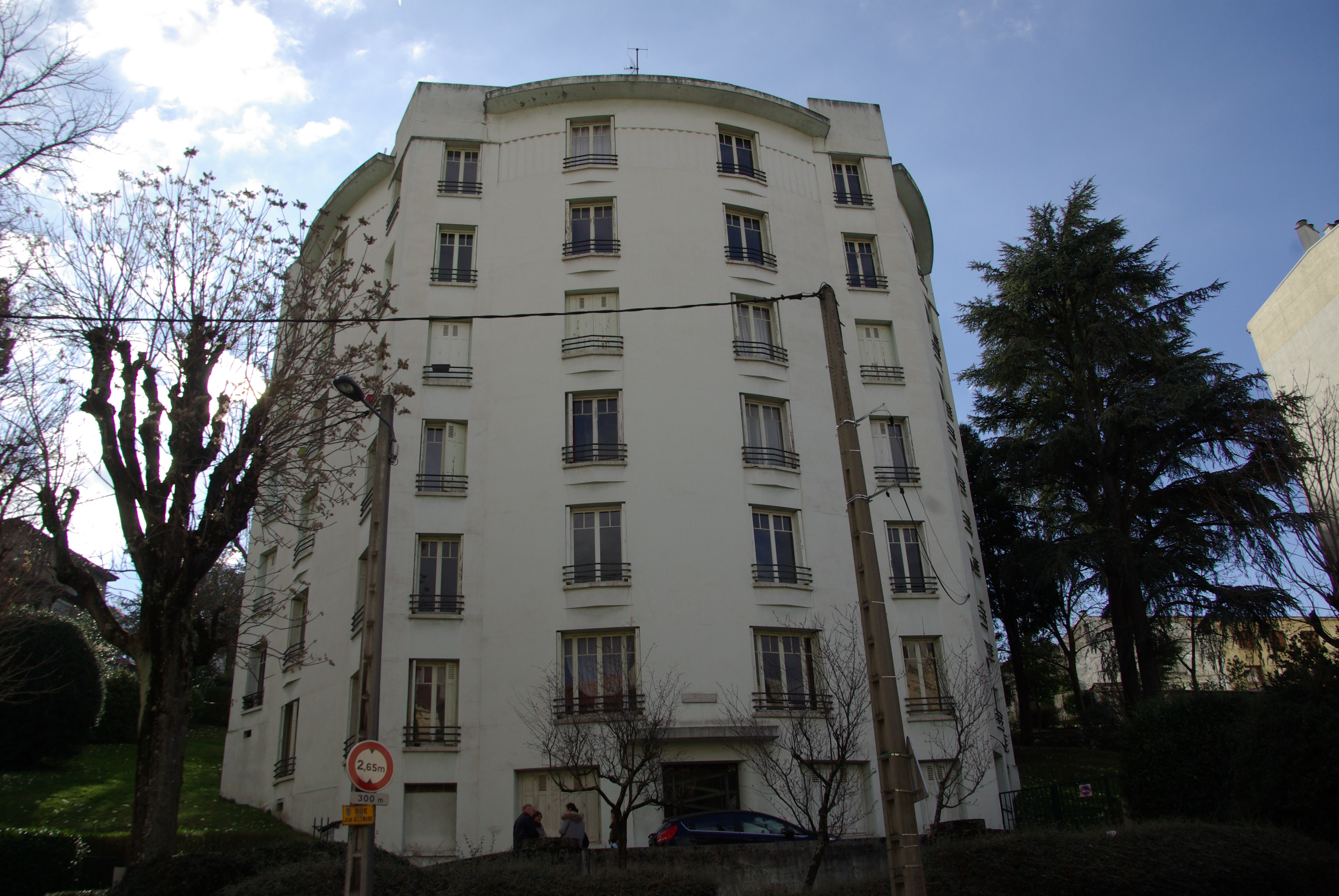
Extérieur
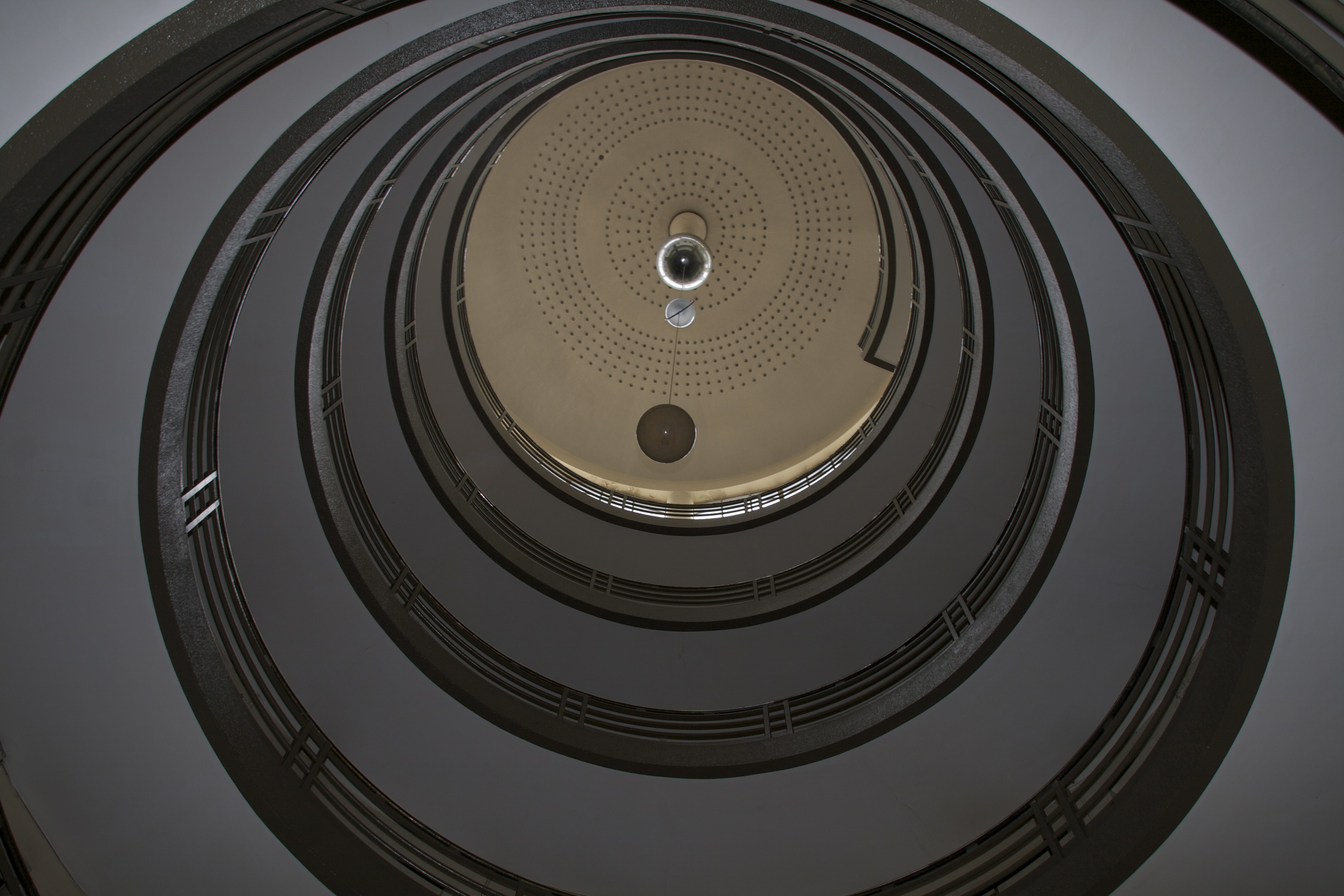
Rampe d'accès
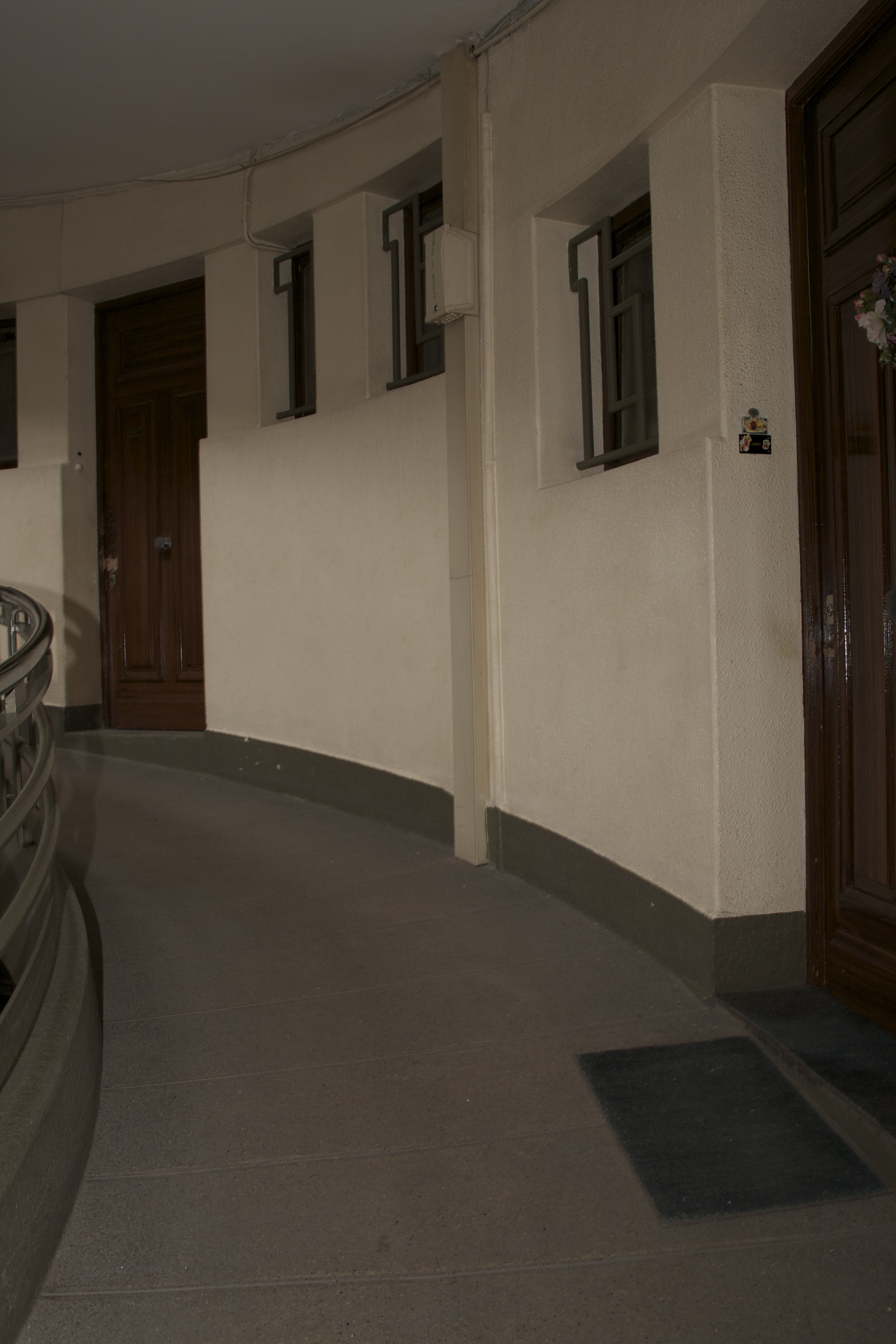
Portes d'appartements.
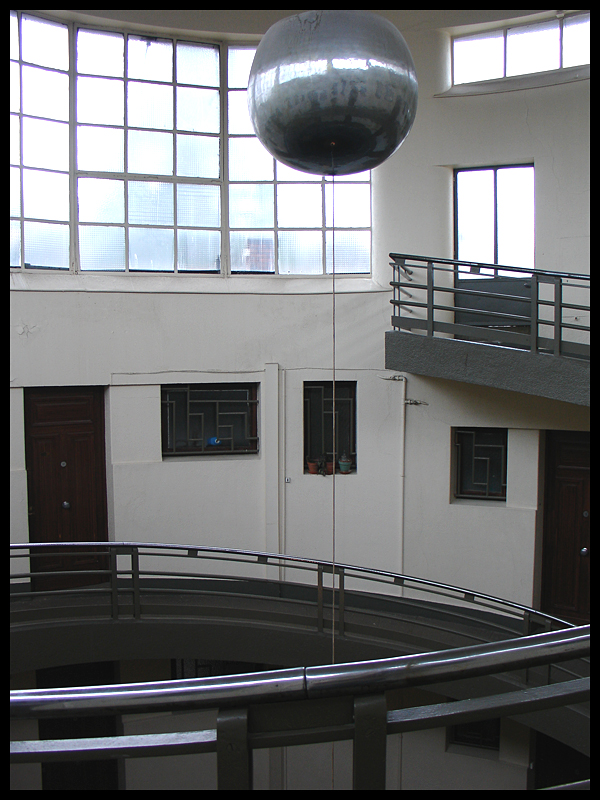
Dernier étage de la rampe d'accès aux étages.